# Tereza Virginia
Tereza Virginia (Río de Janeiro, 2 de febrero, años sesenta) es una investigadora, escritora y cantante brasileña.
Virginia Tereza de Almeida comenzó a escribir cuando era adolescente, hizo teatro con Perfeito Fortuna y siguió una carrera académica.
En 1985 se graduó en Letras en la UERJ (Universidad Estatal de Río de Janeiro). Estudió canto con la soprano Clarice Sjznbrum do Quadro Cervantes. Realizó una maestría y doctorado en la Pontificia Universidade Católica do Río de Janeiro (PUC/RJ). En 1991 defendió su tesina de maestría Oswald poeta: por uma leitura pós-moderna (‘Oswald poeta: por una lectura posmoderna’).
En 1995 defendió su tesis doctoral A ausência lilás da Semana de Arte Moderna: o olhar pós-moderno (‘la ausencia lavanda de la Semana de Arte Moderno: la visión posmoderna’).
Desarrolló la parte experimental de la tesis bajo la supervisión de la profesora Linda Hutcheon, en la Universidad de Toronto (en Canadá).

## Profesora
En 1996 empezó a trabajar como profesora de literatura brasileña en la Universidad Federal de Santa Catarina.
En 1999 cursó un posdoctorado en la Universidad de Stanford (Estados Unidos).
Se especializa en la posmodernidad.

## Música
Entre 2001 y 2008, Tereza Virginia coordinó el Projeto Floripa em Composição (‘proyecto Florianópolis en composición’), dedicado a la realización de presentaciones con compositores de Florianópolis.
Entre 2003 y 2004 se unió al coro Khorus Polypohonia como cantante. Con el grupo viajó y actuó en la ópera Carmen, de Georges Bizet.
Fundó Repom, una revista electrónica dedicada especialmente a las relaciones entre la música y la literatura. Es directora (editor-jefe) de la revista.

## CD «Tereza Virginia»
En 2006 comenzó su trabajo de composición para la realización de su primer cedé.
En 2004, firmó en nombre del Núcleo en virtud de su acuerdo de coordinación con el Instituto Cravo Albin (Río de Janeiro) para la realización del Diccionario de la música popular de Santa Catarina.
En el primer semestre de 2008 lanzó el cedé Tereza Virginia, con la compañía discográfica Beluga Records (Florianópolis). En esta obra, la compositora explora las posibilidades de la palabra poética a través de géneros más diversos de la música brasileña, como
el baião,
el fado,
el samba y
el xote.
Los arreglos son del pianista catarinense Luiz Gustavo Zago. El álbum contiene colaboraciones de Emilio Pagotto, Chico Saraiva, Ive Luna, Luiz Zago y Beatriz Sanson.
Tereza dedica la canción de su autoría «Camille» a la escultora Camille Claudel (1864-1943). La obra gráfica del cedé fue preparado con fotos de una réplica del Santo Sudario de la presentación de Arthur Bispo do Rosario, compuesto por el artista plástico carioca Samuel Abrantes.
Con el repertorio del cedé, Tereza Virginia realizó el espectáculo A Outra (‘la otra’), con el que se ha presentado en espacios como el Teatro SESC y Teatro de la UBRO, en Florianópolis. El programa contó con la participación de músicos como Julio Córdoba (guitarra), Raphael Galcer (guitarra de siete cuerdas) y Flavio Araújo (percusión). Por invitación del SESC, Tereza Virginia llevó a cabo en julio de 2009 una gira por nueve ciudades del estado de Santa Catarina.

## Coordinadora de diccionario
En 2004 firmó en nombre del Núcleo un acuerdo con el Instituto Cravo Albin (de Río de Janeiro) para coordinar la realización del Dicionário de música popular em Santa Catarina (‘diccionario de música popular en Santa Catarina’).

## Trabajo académico
En 2004 creó ―junto con la UFSC― el Núcleo de Estudios de Poéticas Musicales y Vocales.
En el año 2006, publicó en la Revista de Historia el artículo «No balanço do lundu», y fue seleccionada para el encuentro Palavra Cantada II en Río de Janeiro para presentar su investigación sobre la canción popular.
Es directora de maestrías en la Universidad Federal de Santa Catarina.

## Publicaciones
- ALMEIDA, Tereza Virginia de: Oswald poeta: por uma leitura pós-moderna (dissertación de maestría). Río de Janeiro: Pontificia Universidade Católica, 1991.[4]
- ALMEIDA, Tereza Virginia de: Modern and cannibal: irony and Oswald de Andrade’s «Cannibalist Manifesto». Universidad de Toronto, 1993.[11]
- ALMEIDA, Tereza Virginia de: Ausência Lilás da Semana de Arte Moderna. Florianópolis: Letras Contemporâneas, 1998.[4]